# Saint-Nicolas-des-Bois (Mancha)
Saint-Nicolas-des-Bois é uma comuna francesa na região administrativa da Normandia, no departamento Mancha. Estende-se por uma área de 3,61 km². Em 2010 a comuna tinha 86 habitantes (densidade: 23,8 hab./km²).